# الشرطة الثورية الوطنية في كوبا

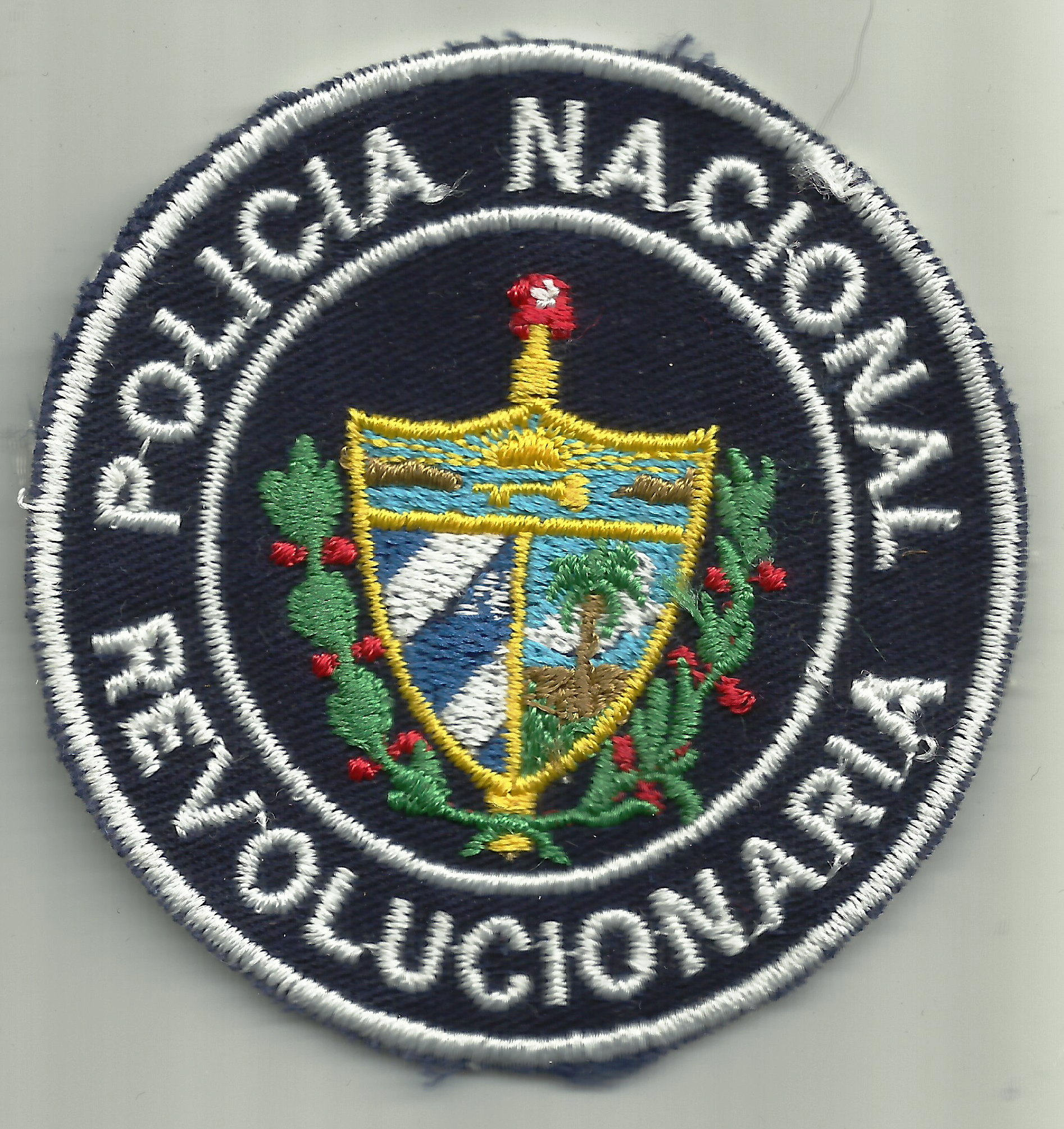
رقعة الذراع الوطنية لقوة الشرطة الثورية.

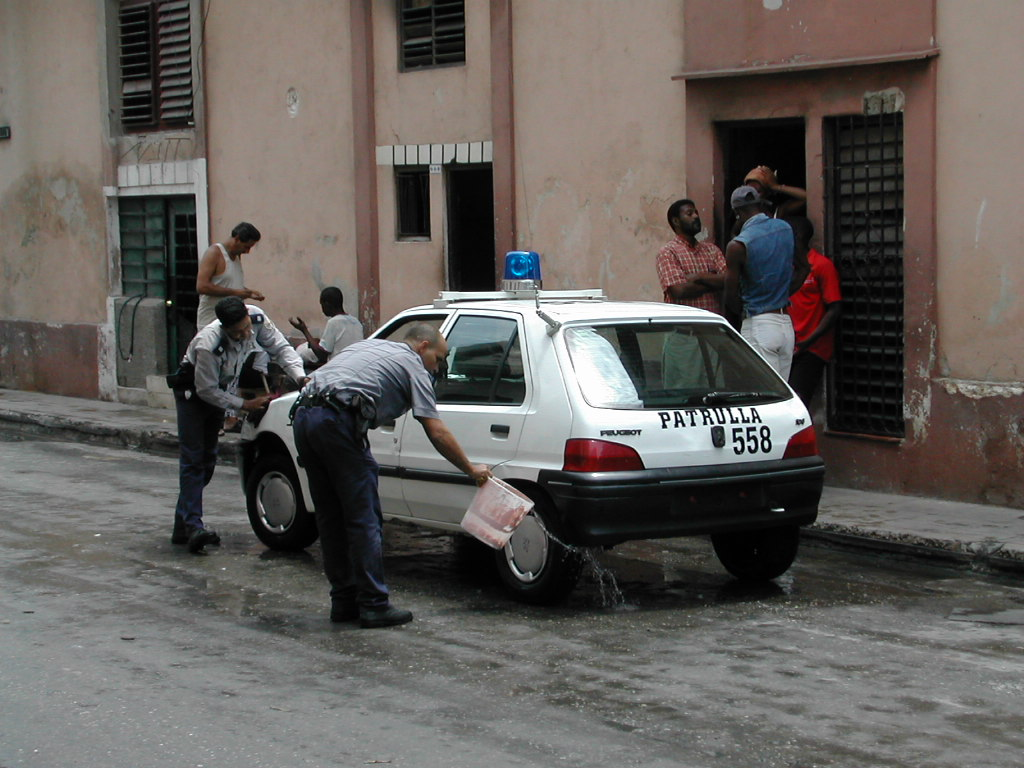
سيارة PNR ، سيارة بيجو 106 ، يتم تنظيفها.

تقع مسؤولية تطبيق القانون في كوبا على عاتق قوة الشرطة الثورية الوطنية (بالإسبانية: Policía Nacional Revolucionaria)‏، (PNR) تحت إدارة وزارة الداخلية الكوبية. تنص المادة 65 من الدستور الكوبي على أن «الدفاع عن الوطن الأم الاشتراكي هو أعظم تكريم وأعلى واجب للكوبيين». التجنيد في القوات المسلحة أو في الشرطة الوطنية إلزامي لمن هم فوق سن 16. ومع ذلك، ليس لدى المجندين أي خيار للخدمة المعينة لهم.
لا تزال معدلات الجريمة في كوبا أقل بكثير من العديد من الدول الكبرى الأخرى في جميع أنحاء العالم، حيث تعمل الشرطة الكوبية بقوة ضد أي جريمة، لا سيما في هافانا. علق فيدل كاسترو في عام 1998 على أن «الحرب ضد الجريمة هي أيضًا حرب ضد العدو الإمبريالي». لم تقدم الحكومة معلومات عن إحصاءات جرائم القتل والاغتصاب في البلاد من قبل الحكومة، ولكن قدرت السرقة بـ 6531 حالة في عام 1988، أو 62 لكل 100.000 من السكان.